# Aitken-Nunatak
Der Aitken-Nunatak ist ein kleiner Nunatak, der in einer Höhe von 2785 m etwa 5 km südwestlich des Mount Bumstead in den Grosvenor Mountains des Transantarktischen Gebirges aufragt.
Das Advisory Committee on Antarctic Names benannte ihn nach William M. Aitken, Polarlichtforscher des United States Antarctic Research Program auf der Amundsen-Scott-Südpolstation im Jahr 1962.